# TT135
TT135 (Theban Tomb 135) è la sigla che identifica una delle Tombe dei Nobili ubicate nell’area della cosiddetta Necropoli Tebana, sulla sponda occidentale del Nilo dinanzi alla città di Luxor, in Egitto. Destinata a sepolture di nobili e funzionari connessi alle case regnanti, specie del Nuovo Regno, l'area venne sfruttata, come necropoli, fin dall'Antico Regno e, successivamente, sino al periodo Saitico (con la XXVI dinastia) e Tolemaico.

## Titolare
TT135 era la tomba di:
| Titolare  | Titolo            | Necropoli           | Dinastia/Periodo | Note                                                              |
| --------- | ----------------- | ------------------- | ---------------- | ----------------------------------------------------------------- |
| Bakenamon | Prete wab di Amon | Sheikh Abd el-Qurna | XIX dinastia     | nella pianura; nello stesso cortile della TT53, a est della TT134 |

## Biografia
Nessuna notizia biografica ricavabile.

## La tomba
Costituita da un'unica sala rettangolare presenta sulle pareti schizzi di dipinti rappresentanti un banchetto funebre con liutiste e fanciulli nubiani con nacchere; poco oltre il defunto inginocchiato dinanzi a una divinità maschile (non identificabile). Uno dei dipinti parietali rappresenta l'innalzamento del pilastro Djed alla presenza di Osiride,
Iside, Nephtys, Thot e altre divinità nonché la processione funeraria officiata da Anubi e i resti di una scena con la dea Neith e le Anime di Pe e Nekhen. Poco oltre, la scena di regina (?) trasportata su un palanchino preceduto da suonatrici di sistro, acrobati e danzatrici. Sul soffitto, ripartito in quattro parti, la barca di Ra trainata da dee, il defunto come mummia su un letto accudito da falchi, il dio del Nilo inginocchiato dinanzi all'Ureo e l'adorazione del pilastro djed e di uno scarabeo alato da parte di babbuini, del defunto e della moglie con i rispettivi "ba".

### Annotazioni
1. ↑  La prima numerazione delle tombe, dalla numero 1 alla 253, risale al 1913 con l’edizione del "Topographical Catalogue of the Private Tombs of Thebes" di Alan Gardiner e Arthur Weigall. Le tombe erano numerate in ordine di scoperta e non geografico; ugualmente in ordine cronologico di scoperta sono le tombe dalla 253 in poi.
2. ↑  I campi della Duat, ovvero l'aldilà egizio, si trovavano, secondo le credenze, proprio sulla riva occidentale del grande fiume.
3. ↑  Nella sua epoca di utilizzo, l'area era nota come "Quella di fronte al suo Signore" (con riferimento alla riva orientale, dove si trovavano le strutture dei Palazzi di residenza dei re e i templi dei principali dei) o, più semplicemente, "Occidente di Tebe".
4. ↑  le Tombe dei Nobili, benché raggruppate in un'unica area, sono di fatto distribuite su più necropoli distinte.
5. ↑  Le note, sovente di inquadramento topografico della tomba, sono tratte dal "Topographical Catalogue" di Gardiner e Weigall, ed. 1913 e fanno perciò riferimento alla situazione dell'epoca.
6. ↑  I preti "wab", ma anche "uab", o "uebu", appartenevano al basso clero ed erano incaricati della manutenzione degli strumenti del culto e degli oggetti comunque ad esso connessi. A loro competeva il lavacro e l'abbigliamento giornaliero della statua del dio presso cui operavano e a loro competeva il trasporto della statua del dio (generalmente su una barca sacra) durante le cerimonie. Erano gerarchicamente sottoposti ad un "grande prete wab" cui competevano le operazioni giornaliere di culto della divinità.

### Fonti
1. ↑  Gardiner e Weigall 1913.
2. ↑  Donadoni 1999,  p. 115.
3. ↑  Gardiner e Weigall 1913, p. 28.
4. 1 2  Porter e Moss 1927,  p. 250.
5. ↑  Gardiner e Weigall 1913, pp. 28-29.
6. ↑  Porter e Moss 1927,  pp. 250-251.